# Nemeske
Nemeske é um município da Hungria, situado no condado de Baranya. Tem 10,57 km² de área e sua população em 2019 foi estimada em 205 habitantes.